# バスケットボールチャド代表
バスケットボールチャド代表（バスケットボールチャドだいひょう、Chad men's national basketball team）は、チャドバスケットボール連盟により国際大会に派遣される男子バスケットボールのナショナルチームである。

## 歴史
2011年にアフリカ選手権初出場を果たすが、ナイジェリアに敗れベスト16。

## 主な国際大会成績
- オリンピック
  - 出場なし
- ワールドカップの成績
  - 出場なし
- アフリカ選手権の成績
  - 2011年 ― 15位